# Yamaga
Yamaga (Japans: 山鹿市, Yamaga-shi) is een Japanse stad in de prefectuur Kumamoto. In 2014 telde de stad 52.990 inwoners.

## Geschiedenis
Op 1 april 1954 kreeg Yamaga  het statuut van stad (shi). In 2005 werden de gemeenten Kahoku (鹿北町), Kamoto (鹿本町), Kao (鹿央町) en Kikuka (菊鹿町) toegevoegd aan de stad.
Steden:
Amakusa · Arao · Aso · Hitoyoshi · Kami-Amakusa · Kikuchi · Koshi · Kumamoto (hoofdstad) · Minamata · Tamana · Uki · Uto · Yamaga · Yatsushiro

Districten:
Amakusa · Ashikita · Aso · Kamimashiki · Kikuchi · Kuma · Shimomashiki · Tamana · Yatsushiro
Gemeenten per district